# Светско првенство у кошарци 2019 — група Л
Група Л на Светском првенству у кошарци 2019. представља другу фазу Светског првенства у којој ће бити смештена четири тима, две најбоље екипе из групе Г и две из групе Х. Резултати из првог круга се преносе. Тимови ће играти против тимова из групе са којом се раније нису сусретали, играће се укупно две утакмице по екипи, а све утакмице су игране у Олимпијски парк у Нанкингу у Нанкинг. Након одигравања свих утакмица, најбоље две екипе ће се пласирати у четвртфинале, трећепласирани тим ће играти у разигравању од 9. до 12. места , а четвртопласирани тим ће играти у распореду од 13. до 16. места.

## Квалификовани тимови
| Група | Победниик  | Другопласирани         |
| ----- | ---------- | ---------------------- |
| Г     | Француска  | Доминиканска Република |
| Х     | Аустралија | Литванија              |

## Пласман (табела)
| Поз. | Табела групе Л         | ИГ | Д | И | П+  | П-  | Разл. | Бод. | Коментари                       |
| ---- | ---------------------- | -- | - | - | --- | --- | ----- | ---- | ------------------------------- |
| 1.   | Аустралија             | 5  | 5 | 0 | 458 | 416 | +42   | 10   | Пласман у Четвртфинале          |
| 2.   | Француска              | 5  | 4 | 1 | 447 | 369 | +78   | 9    | Пласман у Четвртфинале          |
| 3.   | Литванија              | 5  | 3 | 2 | 424 | 336 | +88   | 8    | Распоред од 9. до 12. позиције  |
| 4.   | Доминиканска Република | 5  | 2 | 3 | 337 | 390 | -53   | 7    | Распоред од 13. до 16. позиције |

## Утакмица

### Аустралија vs. Доминиканска Република
| 7. септембар 2019. 16:00 | Boxscore | Аустралија                                        | 82 : 76 | Доминиканска Република      | Олимпијски парк у Нанкингу, Нанкинг Судије: Толга Сахин, Хуан Фернандез, Луис Кастиљо |  |
| 7. септембар 2019. 16:00 | Boxscore | Четвртине: 24:19, 16:19, 17:14, 25:24             |         |                             | Олимпијски парк у Нанкингу, Нанкинг Судије: Толга Сахин, Хуан Фернандез, Луис Кастиљо |  |
| 7. септембар 2019. 16:00 | Boxscore | Поени: Милс 19 Скокови: Кеј 8 Асистенције: Милс 9 |         | Варгас 16 Варгас 7 Солано 9 | Олимпијски парк у Нанкингу, Нанкинг Судије: Толга Сахин, Хуан Фернандез, Луис Кастиљо |  |

### Француска vs. Литванија
| 7. септембар 2019. 20:00 | Boxscore | Француска                                                         | 78 : 75 | Литванија                              | Олимпијски парк у Нанкингу, Нанкинг Судије: Антонио Конде, Данијел Гарсија, Леандро Лежано |  |
| 7. септембар 2019. 20:00 | Boxscore | Четвртине: 26:14, 24:26, 15:14, 13:21                             |         |                                        | Олимпијски парк у Нанкингу, Нанкинг Судије: Антонио Конде, Данијел Гарсија, Леандро Лежано |  |
| 7. септембар 2019. 20:00 | Boxscore | Поени: Фурније 24 Скокови: Гобер 8 Асистенције: Олбиси, Де Коло 4 |         | Валанчјунас 18 Валанчјунас 8 Сабонис 4 | Олимпијски парк у Нанкингу, Нанкинг Судије: Антонио Конде, Данијел Гарсија, Леандро Лежано |  |

### Доминиканска Република vs. Литванија
| 9. септембар 2019. 16:00 | Boxscore | Доминиканска Република                                   | 55 : 74 | Литванија                                               | Олимпијски парк у Нанкингу, Нанкинг Судије: Стив Андерсон, Мартињш Козловскис, Хванг Инте |  |
| 9. септембар 2019. 16:00 | Boxscore | Четвртине: 14:19, 10:19, 15:14, 16:22                    |         |                                                         | Олимпијски парк у Нанкингу, Нанкинг Судије: Стив Андерсон, Мартињш Козловскис, Хванг Инте |  |
| 9. септембар 2019. 16:00 | Boxscore | Поени: Мендоза 14 Скокови: Ројас 6 Асистенције: Солано 6 |         | Лекавичијус, Валанчјунас 19 Валанчјунас 10 Калнијетис 8 | Олимпијски парк у Нанкингу, Нанкинг Судије: Стив Андерсон, Мартињш Козловскис, Хванг Инте |  |

### Француска vs. Аустралија
| 9. септембар 2019. 20:00 | Boxscore | Француска                                                 | 98 : 100 | Аустралија                   | Олимпијски парк у Нанкингу, Нанкинг Судије: Толга Сахин, Хуан Фернандез, Луис Кастиљо |  |
| 9. септембар 2019. 20:00 | Boxscore | Четвртине: '24:23, 22:23, 29:25, 23:29                    |          |                              | Олимпијски парк у Нанкингу, Нанкинг Судије: Толга Сахин, Хуан Фернандез, Луис Кастиљо |  |
| 9. септембар 2019. 20:00 | Boxscore | Поени: Фурније 31 Скокови: Фурније 6 Асистенције: Гобер 6 |          | Милс 30 Богут 6 Делаведова 9 | Олимпијски парк у Нанкингу, Нанкинг Судије: Толга Сахин, Хуан Фернандез, Луис Кастиљо |  |